# 能登の花ヨメ
『能登の花ヨメ』（のとのはなヨメ）は、2008年に公開された白羽弥仁監督、田中美里主演の映画。北國新聞創刊115周年記念作品。石川県を中心とした企業や団体、個人からスポンサーや賛助を受けたほか、ロケ地となった奥能登エリアの自治体（珠洲市、輪島市、穴水町など）が協力した。映画の企画は2004年にスタートしたが、2007年3月25日の能登半島地震で脚本を根本的に見直し、震災復興に立ち向かう能登の人々の姿を大幅にとり入れた。

## 公開
- 2007年10月から約1ヶ月に渡り奥能登の各地でロケが行われ、2008年5月に石川県で先行公開された。同年8月より全国で公開した。
- また、公開前の2008年3月25日に、金沢市文化ホールで先行上映会が行われた。上映後には、田中美里、白羽弥仁（監督）、谷本正憲（石川県知事）、平見夕紀（フリーアナウンサー、進行）を交えたトークショーも開催された。

## あらすじ
- 都会育ちの藤川みゆき（田中美里）は、都内の広告代理店の派遣社員。仕事で知り合った竹原紘一（池内万作）と婚約して寿退社。退職後は結婚式の準備に追われていた。その矢先、紘一の故郷石川県の能登地方で一人暮らしをする母・松子（泉ピン子）が骨折をしたとの連絡が入る。海外出張の紘一に代わり、みゆきは松子の世話をするために能登に向かう。
- 初めて会う松子は無愛想だが、みゆきは健気に苦手の家事や農作業をこなす。地方の習慣にもとまどいの連続でなかなか馴染めない。ある日、みゆきは松子の家に出入りする隣家の独居老人・フジ（内海桂子）をキノコ狩りに連れて行き肉親同然に優しく接するがフジをキノコ狩りに連れ出したことを松子に叱責されたみゆきは東京に帰ると伝える。
- 婿入りしている紘一の弟・健二（平山広行）が暮らす金沢に立ち寄ったみゆきは、健二の妻・香織（水町レイコ）から松子が叱責した意味を諭される。松子の態度の奥には優しさや愛情があることを知ったみゆきは能登に戻る。しかしフジが死去。故郷を離れて暮らすフジの息子の信之助（本田博太郎）からみゆきは謝意を受ける。
- フジから中断したままになっているキリコ祭りが見たいと聞かされていたみゆきは、町会でキリコの復活を訴える。最初は、冷ややかだった地元の者たちも次第にキリコ復活に向けて動き出し、祭りは盛大に行われた。祭りが終わった後に松子は自分が嫁入りの際に着用した白無垢をみゆきに着せた…。
- 松子の甥で能登に来たみゆきを空港から案内した三枚目の茂雄（甲本雅裕）、漁で夫を亡くし、地震で家を失い仮設住宅に生活しながら一人娘を育てるみゆきの良き理解者である海乃（松永京子）、祭りの復活を訴えるみゆきに冷ややかだったが後に協力する青年団の鹿島（松尾貴史）ら、能登の人々の姿も織り交ぜながら都会と地方生活のギャップを乗り越えて自分のやり方で家族や地方の人たちと共に歩む喜びや生きがいを見出す主人公を描く。

## その他
- 作品の舞台はひとつの架空の街として描かれているが実際のロケは奥能登の各地（松子の家は穴水町、フジの家は輪島市、キリコのシーンは珠洲市など）で行われており、内浦（富山湾側）や外浦を問わず場面に登場する。
- キリコに掲げる巨大な漢字を本田博太郎自らが書き上げるシーンがある。習字が特技の本田は映画タイトルの文字も担当した。
- 能登の住民は撮影地の調整・炊き出し等に尽力したほか、エキストラとしても多数が出演した。
- 七尾市出身のパティシエである辻口博啓がみゆきのキリコ祭り復活への要請に協力するパティシエ役として出演している。
- 北國新聞および富山新聞のCMに、『能登の花ヨメ』の一部シーンを引用するかたちで撮影したものが公開後から放送されており、上映が終了した現在も放送されている。[要出典]

## キャスト
- 藤川みゆき：田中美里
- 高倉茂雄：甲本雅裕
- 竹原紘一：池内万作
- 上野健二：平山広行
- 上野香織：水町レイコ
- 中浜海乃：松永京子
- 中浜桃：八木優希
- パティシエ：辻口博啓（友情出演）
- 鹿島：松尾貴史
- 山田信之助：本田博太郎
- フジばあさん：内海桂子
- 竹原松子：泉ピン子

## スタッフ
- 監督：白羽弥仁
- 脚本：国井桂、谷口純一郎
- 撮影監督：山本英夫
- 編集：普嶋信一
- プロデューサー：溝上潔、亀田裕子
- 製作：『能登の花ヨメ』製作委員会（近代映画協会、西林敏一事務所、北國新聞社、ツインエムカンパニー）
- 音楽：大江千里
- 主題歌：岩崎宏美「始まりの詩（うた）、あなたへ」（作詞・作曲：大江千里、編曲：野見祐二）

## 主なロケ地
能登地方
- 輪島市 - 道の駅輪島、町野町金蔵、能登空港
- 輪島市門前町 - 道下地区の仮設住宅
- 珠洲市 - 三崎町小泊
- 能登町
- 穴水町 - 志ヶ浦　新崎
- 七尾市 - 和倉温泉

その他
- 内灘町 - 金沢医科大学病院
- 金沢市 - 北國新聞社、ひがし茶屋街、長町武家屋敷跡、浅野川、梅ノ橋

## 関連書籍
- 『能登半島地震復興支援映画 能登の花ヨメ 石川ロケ報道写真集』 - 北國新聞社出版局（2008年1月）
- 『能登の花ヨメ愛蔵版』 - 北國新聞社出版局（2008年4月）